# Boeing 720
Boeing 720 là một máy bay 4 động cơ, thân hẹp,tầm bay  ngắn đến trung bình. Được phát triển bởi Boeing vào cuối những năm 1950 từ Boeing 707, 720 có thân máy bay ngắn và tầm bay dài hơn. Chiếc 720 cất cánh lần đầu vào ngày 23 tháng 11 năm 1959 và mẫu máy bay được đưa vào sử dụng với United Airlines vào ngày 5 tháng 7 năm 1960.
Hai phiên bản chính của máy bay đã được chế tạo. 720 ban đầu với động cơ phản lực Pratt & Whitney JT3C được đưa vào sử dụng năm 1960, trong khi 720B cải tiến với động cơ phản lực Pratt & Whitney JT3D được đưa vào sử dụng vào năm 1961. Một số 720 sau đó đã được chuyển đổi thành thông số kỹ thuật 720B.
Mặc dù chỉ có 154 chiếc được chế tạo, Boeing 720 và 720B đã có lãi do chi phí nghiên cứu và phát triển thấp, là phiên bản sửa đổi một chút của 707-120. Chúng sau đó được thay thế bằng Boeing 727. 720 là máy bay phản lực duy nhất của Boeing không tuân theo công thức đặt tên "7x7" của công ty (không bao gồm các máy bay vận tải McDonnell Douglas trước đây, như MD-80).g 27. 720 là máy bay phản lực duy nhất của Boeing thời điểm 1950 không tuân theo công thức đặt tên "7x7" của công ty